# Purkhybl
Purkhybl (německy Burghübl) je zaniklý hrad ve východních Krkonoších. Stával mezi osadou Čistá nad soutokem potoka Čisté a Smrčiny na jižním okraji městečka Černý Důl.

## Historie
Jediné písemné prameny o hradu pochází ze šestnáctého století, kdy už byl opuštěn. Ve smlouvách o prodeji vrchlabského panství z roku 1532 je připomínán Purkhybl a roku 1561 byl Purkhybl uveden jako pustý zámek. Podle Augusta Sedláčka označení Burghübl připomíná místo, kde kdysi stával hrad a skutečné jméno bylo zapomenuto. Předpokládá se, že Purkhybl nebyl rezidenčním objektem, ale sloužil jako opěrný bod během hornické kolonizace kraje ve čtrnáctém století.

## Stavební podoba
Dvoudílný hrad byl postaven na skalním ostrohu nad soutokem Čisté a Smrčiny a jeho dochovaná podoba je ovlivněna těžbou kamene. Přístupová cesta ke hradu vedla od severu, kde musela před vstupem do předhradí překonat zdvojený val a příkop. V dochované podobě jsou rozměry hradního jádra 15 × 7 metrů, ale původně bývalo větší. Pravděpodobně v něm stávala věžovitá stavba.